# Зимин, Яков Степанович
Яков Степанович Зимин (22 марта 1908 года, д. Захарино, Новгородская губерния — 29 августа 1974, Валдай) — участник Великой Отечественной войны, командир орудия 232-го истребительно-противотанкового артиллерийского полка 36-й истребительно-противотанковой артиллерийской бригады 6-й гвардейской армии 1-го Прибалтийского фронта, Герой Советского Союза.

## Биография
В 1931—1933 гг. проходил службу в Красной Армии. В 1939—1940 гг. участвовал в боях с белофиннами. На фронте с августа 1941 г. Дважды ранен и трижды контужен. Старшина, командир орудия 232-го истребительного полка 36-й отдельной истребительно-противотанковой артиллерийской бригады 1-го Прибалтийского фронта. Член ВКП(б) с 1943 года.
Звание Героя Советского Союза с вручением ордена Ленина и медали «Золотая Звезда» (№ 3136) Я. С. Зимину присвоены указом Президиума Верховного Совета СССР от 24 марта 1945 года за образцовое выполнение заданий командования при освобождении Литвы и проявленные при этом мужество и героизм.
После войны жил в г. Валдае Новгородской области. Работал начальником пожарной охраны. Скончался 29 августа 1974 г. Похоронен на Братском кладбище в городе Валдае.

## Подвиг
Артиллерист Зимин прошёл по многим дорогам войны, награждён медалью «За боевые заслуги» и орденом Красного Знамени. Самый главный бой в его жизни произошёл 9 октября 1944 года в Прибалтике, когда противник контратаковал части 6-й гвардейской армии 1-го Прибалтийского фронта.
На позицию орудийного расчёта командира орудия старшины Зимина Я. С., расположенную восточнее местечка Пикляляп Мажейкского района Литвы, двинулись 14 немецких танков при поддержке бронемашин и автоматчиков. Осколками от первых же вражеских снарядов ранило наводчика. Яков Степанович занял его место. До грохочущих машин оставалось всего 200 метров. Зимин выстрелил. Головной танк остановился, он подбит. Немцы усилили стрельбу. Рядом с орудием загорелся дом. В густом дыму обозначился силуэт танка. Зимин послал снаряд. Танк встал, затем окутался чёрным дымом. Другие немецкие машины вдруг появились перед позицией. Зимин прямой наводкой подбил третий танк. Ещё два члена расчёта вышли из строя. Остался один помощник. С ним Яков уничтожил ещё два танка. Немецкая колонна, потеряв пять машин, отошла. Их обратил в бегство один советский артиллерист.

## В воспоминаниях современников
Особенно … отличились батареи 232-го истребительно-противотанкового артполка. Они расстреливали танки почти в упор. Наибольший успех выпал на долю расчёта, которым командовал ветеран войны Яков Степанович Зимин. Он первым подбил головную машину и этим сразу привлёк к себе внимание фашистских танкистов. Они стали вести по орудию Зимина массированный огонь и зажгли дом, у которого оно было замаскировано. Дым разъедал батарейцам глаза ….., но они … подбили ещё два танка. Остальные машины повернули назад, но после мощного артиллерийского налёта вновь двинулись на позиции наших противотанкистов. Ранены все товарищи Зимина…. и всё же командир орудия в единоборстве подбил третий танк. Слева на него надвигались ещё две машины. В продолжавшейся перестрелке артиллерист зажёг и четвёртый танк. Осталось всего три снаряда. И Зимин решил использовать их экономно: подпустил ещё одну стальную громадину на 100 метров и выстрелом в упор уничтожил её….

Якову Степановичу Зимину было присвоено звание Героя Советского Союза.— Герой Советского Союза Маршал Советского Союза Баграмян И. Х. Так шли мы к победе. — М: Воениздат, 1977. — С.462, 463.